# Крушиньский, Влодзимеж
Влодзимеж Крушиньский (пол. Włodzimierz Kruszyński; 15 июня 1951, Познань) — польский шахматист, международный мастер (1982). Победитель командного чемпионата Польши 1978 года.
В период с 1973 по 1981 гг. участвовал в 9-и личных чемпионатах Польши. Лучший результат — бронзовая медаль чемпионата 1979 года.
Многократный участник командных чемпионатов Польши в составе следующих команд: 
- «Pocztowiec», г. Познань (1969, 1971, 1975);
- «Łączność», г. Быдгощ (1977—1979);
- «Шахтёр 09», г. Мысловице (1980—1988, 1990);
- «Силезия», г. Свентохловице (1994).

Выиграл 6 командных медалей: 1 золотую (1978), 2 серебряные (1985 и 1986) и 3 бронзовые (1969, 1971 и 1984), а также 5 медалей в индивидуальном зачёте: 2 золотые (1978 и 1982), 1 серебряную (1988) и 2 бронзовые (1977 и 1987).
По состоянию на июнь 2021 года не входил в число активных польских шахматистов и занимал 225-ю позицию в национальном рейтинг-листе.

## Изменения рейтинга
| Графики недоступны из-за технических проблем. См. информацию на Фабрикаторе и на mediawiki.org. |